# Sérénade KV 361
 (mars 2014).
Gran Partita
La Sérénade no 10 en si bémol majeur, KV 361, dite Gran Partita, est une œuvre de Wolfgang Amadeus Mozart pour treize instruments à vent et contrebasse en sept mouvements. Consacrée à l'origine au plein-air, cette « musique du soir » dépasse l'esprit simple du divertimento pour rejoindre celui de la symphonie.
Par son inspiration et l'équilibre de son écriture musicale, la diversité de ses formes et de ses genres, ses dimensions et son effectif imposants, chaque partie étant destinée à un instrumentiste soliste, cette sérénade est considérée comme l'un des chefs-d'œuvre du répertoire de musique de chambre des vents.

## Genèse
Sa genèse reste controversée : le manuscrit autographe porte la date de 1780, mais l'inscription n'est pas de la main du musicien. Elle rature de plus une date plus ancienne (1777). Son titre Gran Partita ne vient pas non plus du compositeur. Il a été rajouté ultérieurement d'une écriture et d'une encre différente de celle de la partition. Il semble qu'en fait, sa composition soit contemporaine de celle de son opéra L'Enlèvement au sérail qui date de 1781. C'est en tout cas le parti pris dans le Catalogue Köchel.
L'étude du papier de la partition autographe réalisée par Alan Tyson a montré que celui-ci est d'un type que Mozart a eu à sa disposition entre le début de l'été 1781 et 1784 et que quatre autres compositions de 1781 utilisent ce même papier. Le musicologue Daniel Leeson a pour sa part souligné les similarités stylistiques du largo introductif avec deux autres œuvres de 1784, le quintette pour piano et vents K. 452 et la sonate pour violon K. 454. Les travaux du musicologue David Whitwell et de l'instrumentiste Eric Hoeprich fixent une date postérieure aux sérénades KV 375 et 388 composées respectivement en 1781 et 1783-1784. Tous retiennent comme terminus ante quem la possible première audition le 23 mars 1784 sous la direction de Anton Stadler au Burgtheater (au moins pour quatre des sept mouvements),.
Il a été avancé que la sérénade pourrait résulter de la combinaison de deux œuvres antérieures, les deux derniers mouvements semblant présenter deux types alternatifs de finale.
Sa destination reste également incertaine : cadeau pour son épouse avec qui il se marie en août 1782 ? Concerts en plein air ? Conçue pour plaire au Grand Électeur de Bavière à la cour de Munich ? À destination de la franc-maçonnerie, friande d'instruments à vent ?
La première édition date de 1861 chez Breitkopf.

## Orchestration
| Nomenclature de la Sérénade KV 361                               |
| Cordes                                                           |
| 1 contrebasse (parfois remplacée ou doublée par un contrebasson) |
| Bois                                                             |
| 2 hautbois 2 clarinettes 2 cors de basset 2 bassons              |
| Cuivres                                                          |
| 2 cors en fa et mi 2 cors basses en si                           |

Ce type de formation reste exceptionnel chez Mozart, comme chez les autres compositeurs, seule la Sérénade en ré mineur, op. 44, pour 2 hautbois, 2 clarinettes, 2 bassons, contrebasson, 3 cors, violoncelle et contrebasse d'Antonín Dvořák se rapproche de cet effectif. Les effectifs courants pour les sérénades étaient alors de six ou huit instruments.
Le cor de basset est un instrument de conception très récente (années 1760) que Mozart utilise dans cette œuvre pour la première fois et qu'il utilisera par la suite dans plusieurs pièces dont son Requiem.
Si la partie de contrebasse double le plus souvent le deuxième basson à l'octave inférieure, elle sait être aussi indépendante, servant parfois de basse seule et utilisant les spécificités des instruments à cordes, « con arco » et « pizzicato » par exemple. Mozart a tenté dans des compositions ultérieures de substituer le contrebasson à la contrebasse, mais la plupart des enregistrements modernes donnent la préférence à cette dernière.

## Structure
La pièce se caractérise également par son ampleur ce qui en fait l'une des plus longues compositions non vocales du musicien (près de 50 minutes). Elle est au carrefour de tous les genres. Le nombre de mouvements l'apparente à la suite, la durée et l'opulence de l'instrumentation lui donne un souffle symphonique, mais l'effectif et surtout les dialogues entre les pupitres, entrecoupés de tutti, la classent clairement dans la musique de chambre.
Elle se compose de sept mouvements :
- Largo (14 mesures) – Molto Allegro, en si bémol majeur, à , 234 mesures, section répétée 2 fois : mesures 15 à 90
L'introduction lente, d'une gravité dramatique, fait songer à une cérémonie maçonnique[1]. L'allegro qui suit détend l'atmosphère. Il est de forme sonate monothématique (le second sujet présenté en fa Majeur dérive du premier). Le développement avec ses gradations chromatiques est résolument symphonique.
- Menuetto - Trio primo - Menuetto - Trio secondo - Menuetto, en si bémol majeur, à 
, 46 + 44 + 40 mesures
Le menuet, en si bémol majeur, est dans l'esprit de la sérénade de plein air. Le premier trio, en mi bémol majeur, est en fait un quatuor mettant en valeur les sonorités chaudes des clarinettes et des cors de basset. Le second, au relatif sol mineur, est un des passages les plus tragiques de l'œuvre mozartienne[8]. Les hautbois dialoguent avec les autres instruments sur les triolets obsédants du premier basson.
- Adagio, en mi bémol majeur, à , 46 mesures
C'est le mouvement le plus impressionnant de l'œuvre[8]. En mi bémol majeur, sur des arpèges du deuxième basson et de la contrebasse, une cellule rythmique en doubles-croches crée un fond incantatoire sur lequel les instruments solos déploient les phrases mélodiques sans amplification oratoire. L'atmosphère est contemplative. Le discours progresse sur un mode de sérénité parfaite évoquant une sorte de poésie musicale[9].
- Menuetto (Allegretto) - Trio primo - Menuetto - Trio secondo - Menuetto, en si bémol majeur (Trio I en si bémol mineur, Trio II en fa majeur), à 
, 32 + 32 + 24 mesures
Revenant à la tonalité principale, le deuxième menuet de l'œuvre retrouve un climat de divertissement que le premier trio, en si bémol mineur, rompt violemment. Le second trio en fa majeur retrouve l'ambiance populaire d'un landler à trois temps, avec sa grande ligne de croches sur trois octaves des premiers hautbois, cor de basset et basson, la contrebasse seule sur les premiers temps en pizzicatos, les autres « piquant » avec légèreté les deuxièmes et troisièmes temps.
- Romance (Adagio, en si bémol majeur, à 
 ➜ Allegretto (mesure 25), à 
 ➜ Adagio (mesure 88), à 
 ➜ Coda (mesures 112 à 130)
De forme ABA, la romance est coupée par la partie centrale sombre et agitée sur des doubles-croches des basses qu'Alfred Einstein trouvait étrangement burlesques.
- Tema con Variatzioni (Andante), à 

Le thème, agreste et primesautier, est présenté par la clarinette solo. Il est en deux parties, le premier membre servant de tremplin aux variations du second.
  - Variation I - spirituel et moqueur avec ses triolets de doubles-croches
  - Variation II - tendre et ironique avec ses anacrouses de triples-croches
  - Variation III - délicat et rêveur avec ses doubles-croches de basses
  - Variation IV - mélancolique en si bémol mineur
  - Variation V (Adagio) - le thème prend de l'ampleur ; le hautbois s'en saisit pour le transformer en un arioso très émouvant[8]
  - Variation VI (Allegretto) - revient à la rusticité sur un rythme ternaire (valse rapide)
- Finale (Molto Allegro)
C'est un rondo tout en allégresse. Le mouvement perpétuel est composé d'un refrain, deux couplets (l'un de trois reprises, l'autre de quatre) et d'une coda.

## Anecdote
Dans le film Amadeus de Miloš Forman, l'Adagio de la sérénade est la partition qu'Antonio Salieri découvre sur un pupitre et qui achève de le convaincre du génie de Mozart : « Sur le papier ça n’avait l’air de rien. Le début était simple et presque comique. Une pulsation, bassons, cors de basset. Un bandonéon rouillé qui miaule. Et ensuite, soudain, haut perché... un hautbois. Une seule note flottant comme suspendue, jusqu’à ce que la clarinette vienne la reprendre, et l’adoucir en une phrase de pur délice. Ah ! Ce n’était certes pas un singe savant qui avait pu composer cela. C’était une musique exceptionnelle, empreinte d’une telle tension, d’un tel inépuisable désir... il me semblait entendre la voix de Dieu.»

## Discographie sélective
L'interprétation fait appel tantôt à un chef d'orchestre, tantôt à un primus inter pares, en général le premier hautbois. Les commentaires sont extraits de l'article de Christian Merlin.
- Furtwängler/Vents du Philharmonique de Vienne (1947, EMI Classics) « Version qui souligne l'ampleur monumentale de l'œuvre ».
- Klemperer/Philharmonia (1963, EMI Classics) « crée une atmosphère maçonnique pleine de gravité ».
- Harnoncourt/Wiener Mozart Bläser (1984, Teldec) « une version révolutionnaire qui s'éloigne des précédentes par sa théâtralité, sur les instruments modernes ».
- Brüggen/Orchestre du XVIIIe siècle (juin 1988, Philips Classics)[11] « sur instruments d'époque, donne une synthèse entre les apports du mouvement baroque et l'approche classique ».
- Herreweghe/Orchestre des Champs-Élysées (1995, Harmonia Mundi) « lecture équilibrée sur instruments anciens ».
- Eric Baude/Ensemble PhilidOr (2002, Calliope) Diapason d'Or 2002, catégorie musique de chambre.
- Charles Mackerras/Orchestre de l'église Saint-Luc (1994, Telarc)
- Eric Hoeprich/Ensemble Nachtmusique (2009, Glossa)